# Эрик Леншерр (Ultimate Marvel)
Эрик Леншерр (англ. Erik Lensherr) — вымышленный персонаж, появляющийся в комиксах издательства Marvel и представляющий собой альтернативную, молодую и современную версию Магнето. Мутант и лидер Братства мутантов, более известный как Магнето (англ. Magneto). Вместе с Чарльзом Ксавьером он основал Братство Мутантов, но вскоре ранил его, сделав инвалидом. За смерть своих детей, Алой ведьмы и Ртути, Магнето устроил Ультиматум, но когда Джин Грей и Ник Фьюри телепатически раскрыли ему правду о происхождении мутантов, он вернул магнитные полюса Земли на место, и был убит Циклопом.

## Биография
Ранняя жизнь
Однажды Эрик познакомился с Чарльзом Ксавьером, занимавшимся поиском и оказанием помощи молодым мутантам. Как и Эрик, Чарльз мечтал о прекращении гонений мутантов и признании их прав в обществе. Оба мужчины оставили своих жен, чтобы основать Братство мутантов, убежище для преследуемых мутантов. Эрик взял своих детей-мутантов с собой, и позже отрицал, что когда-либо любил свою человеческую супругу. Спустя два года, на деньги, доставшиеся Эрику от отца, построили школу неподалеку от Сан-Франциско, но люди отказывались принимать новый вид равным себе. Это заставило Чарльза и Эрика переместить резиденцию Братства на остров Дикая земля.
Братство мутантов
За год мутанты построили на острове целый город. Эрик не разделял идеи Ксавьера о том, что люди должны принять мутантов равными себе, он хотел превосходства мутантов над ними. Взяв имя Магнето, Эрик начал делать из мутантов Братства армию. Узнав о том, что Чарльз поддерживает связи с людьми, Магнето пришёл в бешенство. Он сделал себе металлический шлем, чтобы защитить себя от телепатии Ксавьера. Вскоре Чарльз, узнавший о намерениях Эрика, вместе с небольшой группой мутантов, напал на него и сбежал с Дикой земли. Магнето убил всех из этой группы, кроме самого Чарльза, которому он нанес травму, которая привела к параличу нижней части тела. После этого он начал открытый террор человечества.
Война
Через несколько лет Эрик узнал о том, что Ксавьер основал тренировочную базу для мутантов и собрал свою команду мутантов-подростков для борьбы с Братством. Он принял решение покончить с бывшим другом и отправил к нему мутанта-убийцу, Росомаху.
В это время в США в самом разгаре была программа Стражей. Огромные роботы выслеживали и убивали мутантов. Магнето решил покончить с ними и приказал Братству похитить дочь президента США, желая шантажом заставить президента отменить программу, но Люди Икс спасли ее до того, как он успел что-либо сделать. Именно спасение дочери мутантами заставило президента свернуть программу Стражей, но в качестве последнего задания роботов отправили на Дикую землю. Магнето узнал об этом и перепрограммировал стражей, изменив цель с мутантов на людей. С ними он отправился на Вашингтон. Эрик хотел казнить президента США в прямом эфире, но ему помешали Люди Икс. Началась битва, в ходе которой Ртуть, сын Магнето, снял с отца шлем, что позволило Чарльзу Ксавьеру проникнуть в разум Эрика. Он фальсифицировал смерть Магнето, после чего заблокировал террористу память и поместил его жить в Куинсе, как обычного человека.
Возвращение Короля
Так Эрик прожил достаточно долго, но в итоге был найден Братством мутантов, узнавшим о том, что Магнето пережил Битву в Вашингтоне. Мутанты Братства разблокировали память Эрика и он решил совершить геноцид человечества. Дети Эрика, до этого возглавлявшие Братство, были против и присоединились к Алтимейтс. Тогда Эрик наказал их, Пьетро он прострелил колени за предательство в Вашингтоне, а Ванду заставил на это смотреть. При помощи мутанта Кузнеца, Леншерр построил новую цитадель для Братства.
Вскоре мутанты Братства начали спасать всех мутантов, которым была нужна помощь и собирать в цитадели Магнето по паре всех существовавших видов животных, в том числе и представителей людей. Леншерр намеревался сместить магнитные поля Земли, что привело бы к глобальным катаклизмам и уничтожило бы жизнь на планете. Когда Эрик уже был готов устроить катаклизмы, на него напали Люди Икс, нашедшие цитадель. Они не позволили Магнето выполнить план и, схватив его, передали в ЩИТ. Эрика посадили в пластиковую камеру в Трискелионе.
Магнитный север
В Трискелионе Эрик просидел несколько месяцев, находясь под присмотром своих детей. За это время Эрик разработал план, согласно которому верные ему мутанты, Кузнец и Мистик, установили в Чикаго генератор магнитных полей, а после подожгли здание неподалеку. Как и планировал Магнето, на место пожара для помощи людям прибыли студенты Академии будущего, в числе которых была Полярис, обладавшая схожими с Эриком способностями.
Мутанты Магнето включили в этот момент генератор и девушка потеряла контроль над своими способностями, из-за чего убила несколько человек. За это она была арестована и помещена в камеру к Эрику. Хэвок, парень Полярис, как и рассчитывал Магнето, отправился на выручку девушки, а на перехват к нему был отправлен его брат Циклоп. Циклоп, до этого встречавшийся с Полярис, позволил Хэвоку продолжить свой путь, поддавшись в драке.
Из-за Хэвока началась битва между Алтимейтс и Людьми Икс, во время которой в Трискелион незаметно проникли Кузнец и Мистик. Они нашли Магнето и освободили. Мистик приняла облик Эрика и отправилась с Кузнецом на крышу здания, используя портативный генератор магнитных полей, чтобы имитировать способности Леншерра. Сам же Эрик, вместе с заключенным до этого в Трискелионе мутантом Счастливчиком, сбежал. Как Леншерр и планировал, Мистик и Кузнеца поймали и девушка, продолжив играть роль Магнето, была отправлена в Трискелион, отчего никто не заподозрил побег.
Семья
Магнето дал Пузырю обещание, что найдёт его дочь, Элизабет Аллан, когда ее силы пробудятся. В момент, когда она превратилась в факел, Эрик попытался убедить ее присоединиться к Братству и представить ей отца, которого она знала только как «дядю Фрэнка», в то время как Люди Икс хотели научить девушку управлять своей силой. Лиз предпочла бежать домой, но Леншерр последовал за ней, заявив, что она должна встретиться со своим отцом. Давление от обеих групп заставило Лиз бежать. Магнето был уверен, что она присоединится к нему, как и все мутанты.
Ультиматум
Во время Ультиматума, Магнето вызвал глобальное разрушение, при этом погибли миллионы людей. Он лично убил Ксавьера, сломав ему шею, также погибли другие герои, например Ночной змей, Ослепительная и Зверь. В финальной битве ЩИТ и оставшиеся участники Людей Икс нашли цитадель Магнето и проникли в неё. Росомаха пытался убить Леншерра, но Магнето убил его, однако Джеймс оставил Эрику сильное ранение. Джин Грей соединила его разум с воспоминаниями Ника Фьюри, который раскрыл Леншерру, что мутанты не были следующий этапом эволюции человека, а скорее экспериментом супер-солдат. Осознав свою ошибку, Магнето принял свою судьбу, вернул на место магнитные полюса Земли, после чего Циклоп разнес ему голову.
Хотя Магнето умер, но после его поступка, человечество стало бояться и ненавидеть мутантов, а некоторые решили использовать мутантов, как живое оружие. Также расклешенная антимутантское настроение вспыхнуло на Людей Икс, которые больше не могли умерить общественного презрения, из-за того, что их лидер мертв, а их школа была разрушена и участники разошлись. Однако, братство Магнето было восставлено Пьетро. Ртуть решили сохранить наследие своего отца, охватить вверх над человечеством и сделать мир для мутантов лучшим.
Фальшивое возвращение
По прежнему еще необъяснимые события, Алая Ведьма вернулась из мертвых, а также Магнито. Он начал использовать свое влияние, чтобы убедить людей, что он новый Мессия, и поручил Алой Ведьме выполнять его указания для группы Пьетро. После Пьетро проводил непреднамеренные желание его отца, но Нимроды подразделения начали уничтожать мутантов. Яростный знать такого результата, Ванда сказала Пьетро отправиться в Египет. Там отец и сын снова воссоединились и Магнито утешал своего обезумевшего сына.
Когда Зловещий вернулся, вместе с Апокалипсисом, то выяснилось, что живой Эрик являлся иллюзией, созданным Апокалипсисом.

### Интересный факты
- Эрик - вегетарианец.
- Любимая картина Магнето - «Замок в Пиренеях» Рене Магритта.

Эта версия Магнето значительно мрачнее и циничнее, чем основная версия, относится ко всем людям с полным и непоколебимым пренебрежением и сравнивает их с «насекомыми». Несколько раз он пытался реализовать непоколебимые планы геноцида человечества.
Он командовал заметно большим Братством, чем его основной коллега, и продемонстрировал достаточную силу, чтобы победить Ультимейтов (включая Тора). Магнето был вегетарианцем, но неоднократно заявлял о том, что ел человеческое мясо или был готов предоставить его другим мутантам.
В Ultimate X-Men # 5 Магнето упоминает, что человечество на протяжении многих лет несет ответственность за войны и геноцид.
Это сопровождается изображениями узников концлагерей во время Холокоста, что предполагает, что Ultimate Магнето изначально должна была иметь предысторию, похожую на его аналог с Земли-616, прежде чем она была отменена.
В Ultimate X-Men # 9 Джаггернаут утверждал, что у Магнето на спине были вытатуированы Десять заповедей мутантов.

## В других медиа

### Видеоигры
- В 2006 году была выпущена игра Marvel: Ultimate Alliance. В ней у Магнето есть Ultimate костюм.
- В 2009 году была выпущена игра Marvel: Ultimate Alliance 2. В ней у Магнето есть Ultimate костюм.

## Снаряжение

### Экипировка
- Шлем: Магнито всегда носит шлем, защищающий его разум от телепатического воздействия извне.
- Металлические перчатки, сапоги и пояс: Магнито использует металлические перчатки, сапоги и пояс для того, чтобы, используя свои способности к управлению металлом, иметь возможность летать, заставляя эти элементы одежды левитировать.